# Détroit de Belle Isle
Pour les articles homonymes, voir Belle-Île.
Le détroit de Belle Isle est un détroit canadien entre l'île de Terre-Neuve et la péninsule du Labrador.
Il mesure approximativement 125 km de long et sa largeur varie de 15 à 60 km. Le détroit constitue le débouché nord du golfe du Saint-Laurent vers la mer du Labrador. Les glaces empêchent la navigation dans le détroit durant une partie de l'hiver. Un service de traversier relie Blanc-Sablon au Québec à Sainte-Barbe à Terre-Neuve.
En 1536, Jacques Cartier démontra que Terre-Neuve était une île en empruntant le détroit de Cabot pour son voyage de retour vers la France. C'est ainsi que le terme détroit fut utilisé pour désigner ce passage du nord. La Carte des costes de l'Amérique septentrionale de 1687, attribuée à Pierre Allemand, semble être la première à mentionner le nom Détroit de Belle Isle. Avant cette dénomination, cette voie maritime avait été désignée sous plusieurs noms, tels que Friar Lewis sur des cartes dès 1505, puis Golfe des Chasteaulx, Charles Streights, et Passage du Nord, ce dernier étant décrit par un cartographe comme étant « sujet aux Glaces » pendant les XVIe et XVIIe siècles.
Cette écorégion, située à l'extrémité nord de la péninsule Northern, est marquée par des étés modérés et des hivers rigoureux. La température moyenne annuelle avoisine les 2,5°C, avec des températures estivales autour de 10°C et hivernales autour de -5,5°C. Les précipitations annuelles oscillent entre 900 mm et 1100 mm. Au printemps, le détroit de Belle-Isle est souvent bloqué par des glaces poussées vers le sud par le courant du Labrador. La brume est courante tout au long de l'année dans cette région.
En ce qui concerne la végétation, cette zone se caractérise par des groupes d’épinette blanche rabougrie, accompagnés d’un sous-étage de mousses. L’épinette blanche, prédominante sur la côte, cède place à l’épinette noire et au mélèze à l’intérieur des terres. Les surfaces exposées sont recouvertes de mousses et de lichens.
Concernant la géographie, cette écorégion englobe des terres humides, qui représentent plus du quart de la zone, ainsi que des plaines côtières et une partie des hautes terres de Terre-Neuve. Les basses terres se composent principalement de plateaux marécageux en pente, tandis que les hauteurs sont recouvertes de sable, de sédiments colluviaux et de tills acides. L'altitude varie de zéro au niveau de la mer à environ 630 mètres.
Le Projet de Barrage du Détroit de Belle-Isle : Une Idée Révolue
L'idée de bloquer le détroit de Belle-Isle, visant à réchauffer le golfe du Saint-Laurent et prolonger l'été, a émergé dans l'Est du Canada. Dans les années 1980, certains ingénieurs et personnalités politiques, comme Pierre Lajoie, ont proposé de construire une jetée de 18 km entre Terre-Neuve et le Québec-Labrador. Le projet, qui incluait la construction de routes, gazoducs et la production d'hydroélectricité, a été abandonné, et la question du réchauffement climatique soulève aujourd'hui de nouvelles réflexions sur les courants marins.

## Toponymie
Le nom du détroit vient de l'île de Belle Isle qui se situe à l'entrée nord de celui-ci.

## Économie

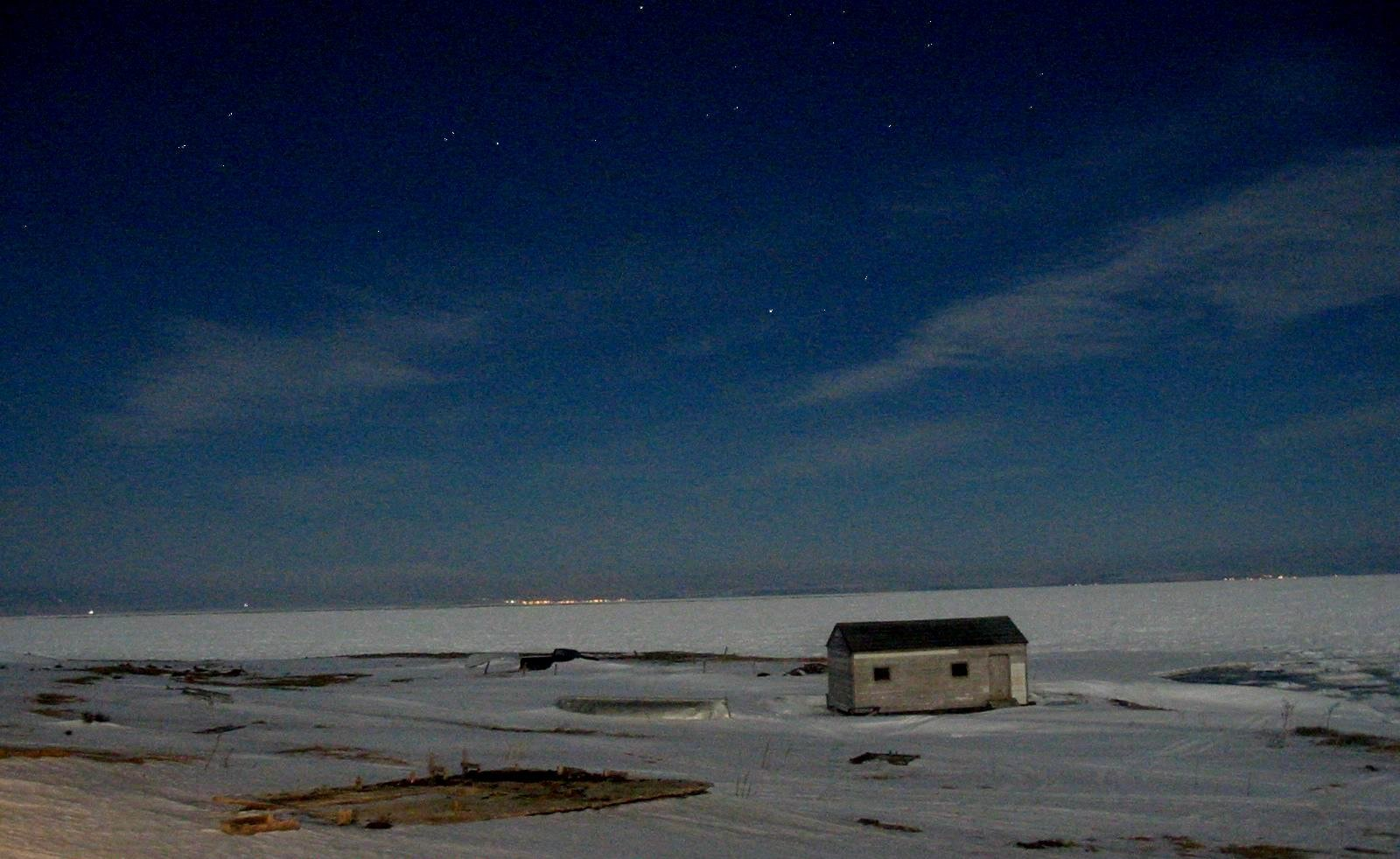
Vue du détroit de Belle-Isle et de la côte du Labrador à partir de Green Island Brook, Terre-Neuve (24 mars 2005). De gauche à droite, l'on aperçoit les lumières de Point Amour, L'Anse-au-Loup et Capstan Island.

Le gouvernement de Terre-Neuve-et-Labrador a fait plusieurs études pour évaluer la possibilité de relier Terre-Neuve au Labrador, via un tunnel ou un pont.
Ses eaux étaient reconnues pour la pêche à la morue.